# Bouvaincourt-sur-Bresle
Bouvaincourt-sur-Bresle (picardisch: Bouvaincourt-su-Brèle) ist eine nordfranzösische Gemeinde mit 800 Einwohnern (Stand 1. Januar 2022) im Département Somme in der Region Hauts-de-France. Die Gemeinde liegt im Arrondissement Abbeville und ist Teil des Kantons Gamaches.

## Geographie
Die Gemeinde mit dem Ortsteil La Bassée liegt am rechten (nördlichen) Ufer der Bresle rund sechs Kilometer östlich von Eu. Mehrere Teiche in der Talaue werden für den Wassersport genutzt.

## Einwohner
| 1962 | 1968 | 1975 | 1982 | 1990 | 1999 | 2006 | 2011 |
| ---- | ---- | ---- | ---- | ---- | ---- | ---- | ---- |
| 528  | 618  | 542  | 569  | 635  | 694  | 803  | 832  |

## Verwaltung
Bürgermeister (maire) ist seit 2014 Roger Poyen.

## Sehenswürdigkeiten
- Kirche Saint-Hilaire[1]
- Kapelle Saint-Sauveur[2]
- Naherholungsgebiet bei den Kiesgruben von Bouvaincourt